# Episodi de Le indagini di padre Castell (seconda stagione)
La seconda stagione della serie televisiva tedesca Le indagini di padre Castell è andata in onda in Germania su ZDF dal 15 ottobre 2009 al 19 novembre 2009.
In Italia è andata in onda su Rete 4 dal 4 maggio 2011 al 25 maggio 2011, con due episodi per volta.
| n° | Titolo originale               | Titolo italiano           | Prima TV Germania | Prima TV Italia |
| -- | ------------------------------ | ------------------------- | ----------------- | --------------- |
| 1  | Die Loge                       | La loggia                 | 15 ottobre 2009   | 4 maggio 2011   |
| 2  | Der Schatz des Kaufmanns       | Il tesoro del mercante    | 22 ottobre 2009   | 4 maggio 2011   |
| 3  | Auf dem Jakobsweg              | La reliquia di San Nicola | 29 ottobre 2009   | 11 maggio 2011  |
| 4  | Das Voynich-Manuskript         | Il manoscritto di Voynich | 5 novembre 2009   | 11 maggio 2011  |
| 5  | Der Pelikan                    | Il pellicano              | 12 novembre 2009  | 25 maggio 2011  |
| 6  | Das Geheimnis des Kreuzritters | Un segreto di famiglia    | 19 novembre 2009  | 25 maggio 2011  |